# Каледония (город, Миннесота)
Каледония (англ. Caledonia) — город в округе Хьюстон, штат Миннесота, США. На площади 7,4 км² (7,4 км² — суша, водоёмов нет), согласно переписи 2002 года, проживают 2965 человек. Плотность населения составляет 400,4 чел./км².
- Телефонный код города — 507
- Почтовый индекс — 55921
- FIPS-код города — 27-09226[1]
- GNIS-идентификатор — 0640732[2]